# فرودگاه برونتینگتورپ
فرودگاه برونتینگتورپ (به انگلیسی: Bruntingthorpe Aerodrome) یک فرودگاه خصوصی است که یک باند فرود آسفالت دارد و طول باند آن ۳۰۰۰ متر است. این فرودگاه در کشور انگلستان قرار دارد و در ارتفاع ۱۴۲ متری از سطح دریا واقع شده‌است.